# Burgkirche (Gießen)

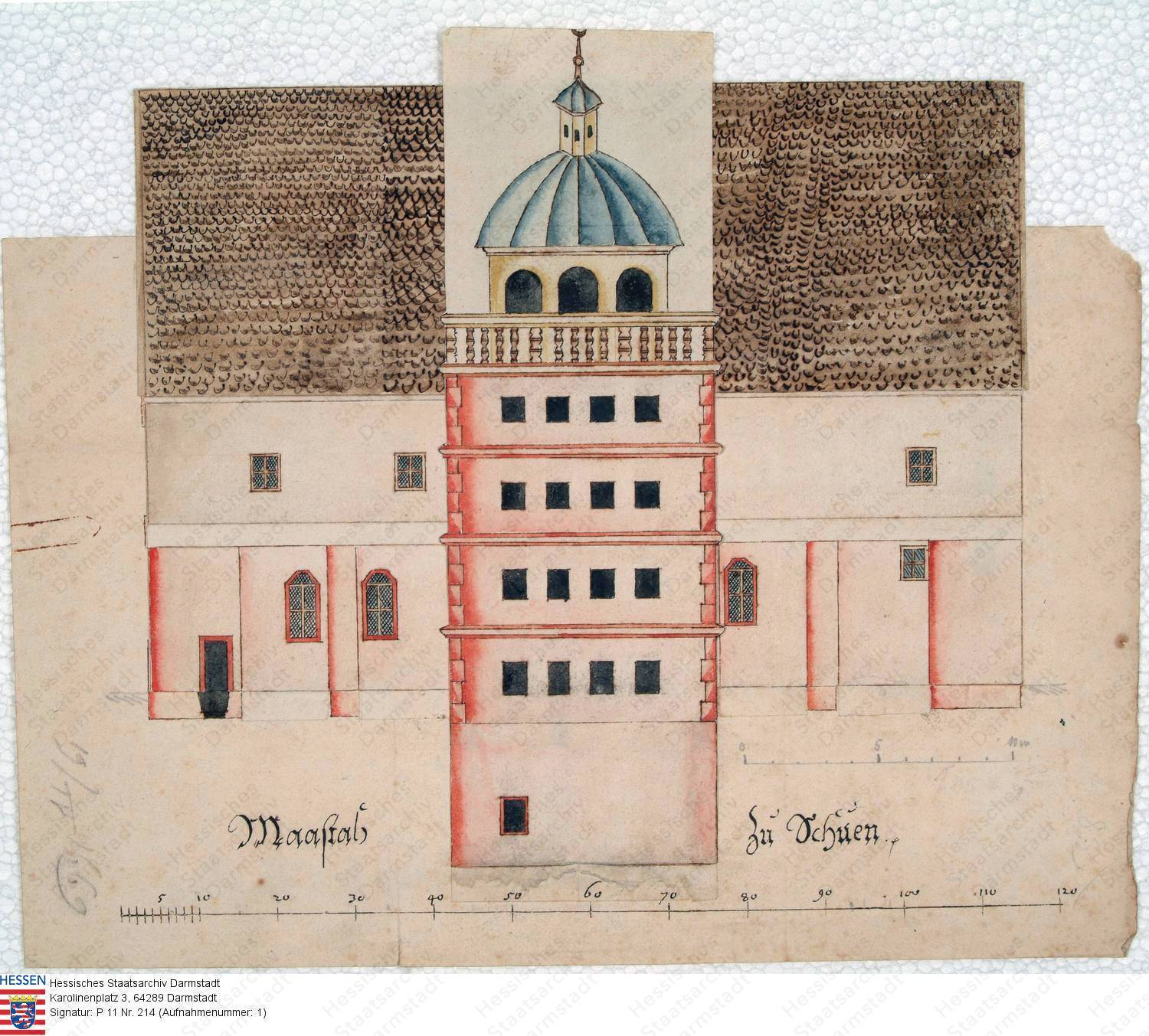
Burgkirche mit dem 1669 geplanten, aber nicht ausgeführten Glockenturm

Die Burgkirche war ein Kirchengebäude in Gießen (Mittelhessen), das bis zu seinem Abriss im Jahr 1824 bestand. Das umgebaute Ballhaus von 1609 diente ab 1645 für kirchliche Zwecke und war während des Neubaus der Stadtkirche Gießen in den Jahren von 1808 bis 1821 die einzige gottesdienstlich genutzte Kirche in Gießen.

## Geschichte

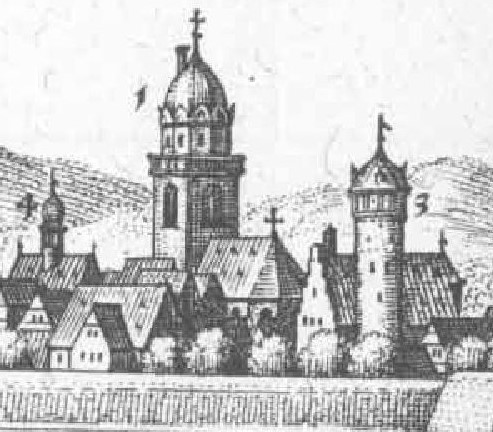
Matthäus Merian (1655): Vorne links vermutlich die Burgkirche mit dem Zwerchhaus, dahinter die Stadtkirche, rechts das Alte Schloss

Gießen verfügte im Mittelalter über zwei Kirchen. Eine Kapelle im Bereich des heutigen Kirchplatzes, die dem Patrozinium des heiligen Pankratius und der Maria unterstand, wurde im 14. Jahrhundert in zwei Bauphasen durch die gotische Stadtkirche ersetzt. Ihre Mutterkirche war die Peterskirche im Dorf Selters westlich der Stadtmauer Gießens auf dem Seltersberg. Selters wurde Ende des 15. Jahrhunderts aufgegeben und zu einer Wüstung. Die Niederlegung von St. Peter erfolgte erst, als Landgraf Philipp I. in den Jahren von 1530 bis 1533 die Stadt erweiterte und zu einer Festung ausbauen ließ. Bis zur gottesdienstlichen Nutzung der Burgkirche in der Mitte des 17. Jahrhunderts war die Pankratiuskirche das einzige Gotteshaus in Gießen. Mit Einführung der Reformation unter Philipp wechselte die Stadt 1527 zum evangelischen Bekenntnis lutherischer Prägung. Die Stadtkirche war für die „anwachsende Bevölkerung“ bereits in der Reformationszeit zu klein geworden.

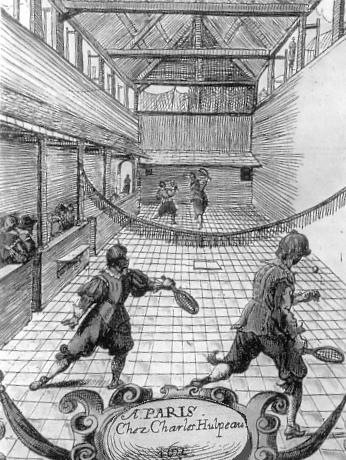
Ballhaus für Jeu de Paume in Paris (1632)

Die beengten Verhältnisse verschärften sich ab 1607 mit Gründung der Gießener Universität, sodass der Bau einer zweiten Kirche im Burggarten am 1609 angelegten Botanischen Garten erwogen wurde. Die Pläne kamen nicht zur Ausführung. Stattdessen ließ Landgraf Ludwig V. 1609 eine stattliche Sporthalle errichten, „damit sich die Studenten am Federballspiel und anderen Leibesübungen ergötzen könnten“. Das Ballhaus wurde vor allem für eine Vorform des Tennis genutzt. Ludwigs Bruder Philipp III. war ebenfalls ein Anhänger des Ballspiels und ließ von 1633 bis 1634 in Butzbach und Darmstadt entsprechende Ballhäuser errichten. Für den Ballmeister, der auch Unterricht erteilte, wurde ein Zwerchhaus angebaut. Der erhoffte Zuspruch studentischerseits blieb allerdings hinter den Erwartungen zurück. Daran änderte auch die Anstellung eines neuen Trainers aus Marburg nichts. Mit der vorübergehenden Verlegung der Universität nach Marburg blieb das Ballhaus ab 1625 ohnehin ungenutzt und offensichtlich ohne Unterhalt. Der Einbau von Galerien war vorgesehen, wurde aber wegen der geplanten Verlegung nicht mehr ausgeführt. Da die Gießener Stadtkirche zu klein geworden war, wurden ab 1625 Gottesdienste zusätzlich in der Aula des Kollegiengebäudes abgehalten (zwischen Altem und Neuem Schloss gelegen), die aber bald nicht mehr ausreichte. Über die Nutzung des Ballhauses zwischen 1625 und 1645 ist nichts bekannt. Ostern 1644 wurde im Gießener Schloss der erste Militärgottesdienst abgehalten. Auf Beschluss von Georg II. diente deshalb das Ballhaus ab 1645 der Garnisongemeinde und der Burgkirchengemeinde gottesdienstlichen Zwecken. Auf diese Weise erhielt Gießen am Ende des Dreißigjährigen Krieges ein zweites Gotteshaus. Da man von einem Provisorium ausging, war die Ausstattung bescheiden. 1647 erfolgte die offizielle Gründung der Militär- oder Garnisonsgemeinde. Als die Gießener Universität 1650 wieder eröffnete, wurden in der Burgkirche nachmittags Gottesdienste abgehalten. Seit dem Umbau von 1651 bis 1658 ist der Name „Burgkirche“ oder „Garnisonkirche“ bezeugt, in der vormittags um 7 Uhr und nachmittags um 13 Uhr Gottesdienste stattfanden. Im Zuge der Einweihung 1658 durch Superintendent Peter Haberkorn wurde eine eigene Pfarrstelle eingerichtet.
Die Pfarrer der Burgkirche wurden „Burgprediger“ genannt. Ein „Burgpfarrhaus“ in der Sonnenstraße 1 wird erstmals in der zweiten Hälfte des 18. Jahrhunderts erwähnt, war aber vielleicht schon älter. Es wurde 1756 erweitert und beherbergte 1771/1772 den Theologen Karl Friedrich Bahrdt. Von 1847 bis 1881 diente es dem Superintendenten als Amtswohnung. Weil der 1669 geplante Glockenturm wohl nie errichtet wurde, wurde der Beginn des Gottesdienstes mit einer Trommel verkündet. Im Jahr 1702 wurden die in der Garnison liegenden Truppen aufgrund des Spanischen Erbfolgekriegs eingezogen und es bildete sich erst 1736 wieder eine Militärgemeinde. Wegen der gewachsenen Burggemeinde wurde 1702 die Pfarrstelle geteilt und es wurden zwei Stellen geschaffen. Im 18. Jahrhundert fanden vereinzelt Verstorbene aus dem Adel, dem Militär oder der Studentenschaft in der Burgkirche ihre letzte Ruhestätte.
Ab 1804 wurde die Burgkirche auch von der katholischen Gemeinde mit genutzt. Das Gebäude verfiel ab Beginn des 19. Jahrhunderts aber zusehends. 1817 empfahl der Gießener Landbaumeister Friedrich Sonnemann die Schließung der Burgkirche, weil sie „in dem allerelendesten Zustand“ war. Das Dach ließ Regen und Schnee durch, die Holzwände strebten auseinander und der Dielenboden faulte. Während des Abbruchs und Neubaus der Stadtkirche von 1808 bis 1821 fanden in Gießen nur in der Burgkirche Gottesdienste statt. Nach dem Umzug der Evangelischen in die Stadtkirche erhielt die katholische Gemeinde ein Kaufangebot für das marode Gebäude, was diese jedoch nicht annahm. 1824 erfolgte der Abriss aufgrund von Baufälligkeit und 1837 die Aufhebung der beiden Pfarrstellen der Burggemeinde und die Fusion der evangelischen Gemeinden. Ludwig Adam Dieffenbach war der letzte Pfarrer. Bis zur Errichtung der Johanneskirche im Jahr 1893 war die Stadtkirche wieder das einzige Gotteshaus Gießens. Die Kapelle auf dem Alten Friedhof beherbergt erst seit 1927 die in dem Jahr gegründete Luthergemeinde. 1824 wurde die Burgkirche aber offensichtlich nicht vollständig abgerissen. Das Zwerchhaus blieb bestehen, vor dessen Giebelseite ein Pfarrhaus mit Walmdach vorgelagert war und mit dem es verbunden war. 1944 wurden die Reste der Burgkirche und das Pfarrhaus zerstört.

## Architektur

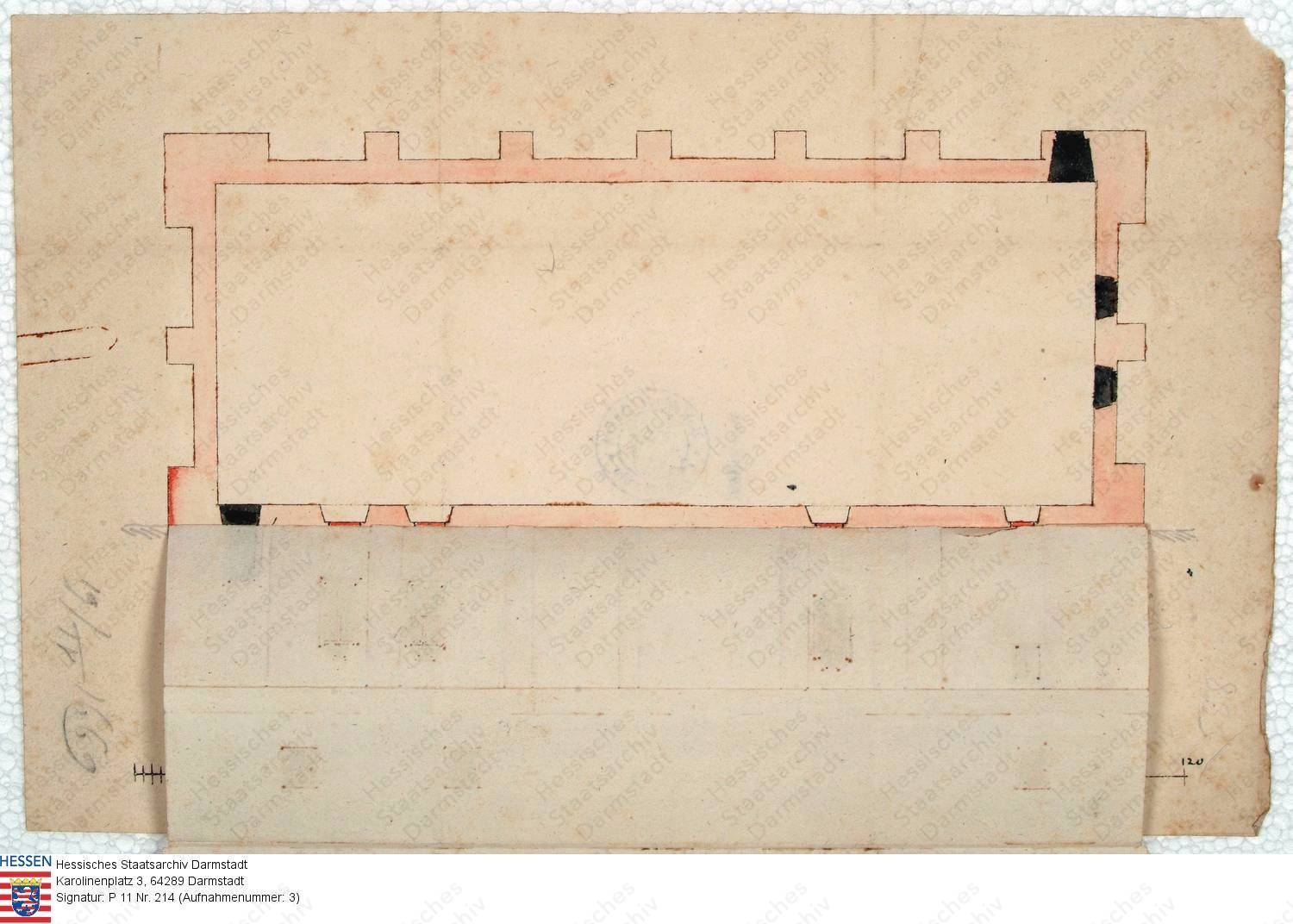
Grundriss nach dem Plan von 1669

Typischerweise hatten die Ballhäuser ab dem 16. Jahrhundert einen längsrechteckigen Grundriss und eingebaute Emporen. Der Boden war mit viereckigen Platten belegt und die Wände schwarz getüncht, damit der weiße Ball sich besser abhob. Das Gießener Ballhaus mit einem Grundriss von 32,5 × 13,5 m wurde südwestlich und giebelständig zum Botanischen Garten hinter der Häuserzeile der Sonnenstraße errichtet. Der Renaissance-Bau war bis zu einer Höhe von etwa 5 m massiv aufgemauert und hatte wahrscheinlich eine verputzte Fachwerkaufstockung, da das angebaute Zwerchhaus in dieser Weise errichtet war. Als Architekt wird Michael Kersten vermutet, der zeitgleich die Universitätsgebäude errichten ließ (1607–1611). Von den Ausmaßen her war das Ballhaus dem Neuen Schloss vergleichbar und bot etwa 600 Besuchern Platz. Das zweigeschossige Gebäude mit Satteldach wurde durch zwei Fensterreihen in zwei Zonen gegliedert. Der untere Bereich wurde durch hochrechteckige, oben abgeschrägte Fenster beleuchtet und der obere Bereich durch kleine viereckige Fenster. Die Profile der Gewände entsprachen denen vom Alten Schloss und dem Zeughaus (1590). Zur Verstärkung dienten Strebepfeiler in der unteren Zone. Zudem waren die vier Ecken des Ballhauses verstärkt. Das im Nordwesten mittig angebaute Zwerchhaus hatte einen Grundriss von 10 × 6,5 Meter. Der Zugang zum Ballhaus und der Burgkirche erfolgte vom Südwesten her, wo an der Mauer des Botanischen Gartens eine kleine Gasse verlief, der „Gang zu der Burckkirchen“.

## Ausstattung
Die Ausstattung der Burgkirche im Jahr 1645 spiegelt den provisorischen Zustand wider: „Man saß auf Blöcken und Steinen, der Boden war nicht trocken, weil das Dach undicht war. Jegliches Gestühl fehlte. Statt des Geläutes wurde durch die Straßen getrommelt. Die Kanzel wurde aus dem fürstlichen Saale hereingetragen. Der Altar war ein gewöhnlicher Tisch mit altem schwarzen Damast, der Taufstein ein gewöhnliches Becken.“ Seit der offiziellen Einweihung 1658 verfügte die Burgkirche über eine entsprechende Kirchenausstattung: Altar, Kanzel, Taufstein, Orgel und Gestühl.
Bereits 1654 wurde eine kleine Orgel eines unbekannten Orgelbauers mit fünf Registern eingebaut. Der Organist war gleichzeitig als Schulmeister angestellt. Als die Orgel 1714/1715 beschädigt war, beantragte der Organist und Perückenmacher Johann Kaspar Müller 1714 zur Unterstützung eines Orgelneubaus eine Lotterie, die auch genehmigt wurde, aber 1715 nicht fortgesetzt werden durfte. 1778 wurde das Instrument an die Wirberger Kirche verkauft. Um 1780 erhielt die Burgkirche eine neue Orgel, die 1821 in die neue Stadtkirche übernommen wurde. Das Instrument verfügte über 22 Register auf zwei Manualen und Pedal. Sie wird Johann Andreas Heinemann zugeschrieben. Christian Heinrich Rinck wirkte ab 1790 als Stadtorganist in Gießen und wurde 1803 zum Universitätsmusikdirektor ernannt. Die Disposition der Orgel ist für 1868 überliefert, scheint aber bis dahin kaum verändert worden zu sein:
| I Hauptwerk C–c3 |       |
| Prinzipal        | 8′    |
| Gedackt          | 8′    |
| Quintatön        | 8′    |
| Gamba            | 8′    |
| Octava           | 4′    |
| Flöttravers      | 4′    |
| Gemshorn         | 4′    |
| Quinta           | 3′    |
| Octava           | 2′    |
| Cornettino III   | 1 ⁄2′ |
| Mixtur IV        | 2′    |

| II Positiv C–c3 |       |
| Gedackt         | 8′    |
| Flöte 8 (ab c1) | 4′    |
| Prinzipal       | 4′    |
| Gedackt         | 4′    |
| Salicional      | 4′    |
| Octave          | 2′    |
| Mixtur III      | 1 ⁄2′ |
| Vox humana D    | 8′    |

| Pedal C–c1  |     |
| Subbass     | 16′ |
| Violoncello | 8′  |
| Posaune     | 16′ |

- Koppeln: II/I, I/P